# Litoria spartacus
Litoria spartacus es una especie de anfibio anuro de la familia Pelodryadidae.

## Apariencia
La rana macho adulta mide de 3.5 a 3.7 cm de largo y la hembra mide 5.1 cm de largo. El macho tiene hendiduras vocales. La rana tiene una coloración amarilla brillante en sus patas. Esta rana es de color verde amarillo en la espalda y más clara en el vientre. Tiene marcas blancas debajo de los ojos.

## Distribución geográfica
Esta especie es endémica de la provincia de Tierras Altas del Sur de Papúa Nueva Guinea. Habita en la cuenca superior del río Kikori.

## Etimología
Esta especie lleva el nombre en honor a Espartaco.

## Publicación original
- Richards & Oliver, 2006 : A new species of torrent-dwelling Litoria (Anura: Hylidae) from the Kikori Integrated Conservation and Development Project area, Papua New Guinea. Salamandra, vol. 42, n.º 4, p. 231-238.[7]